# Publius Sulpicius Saverrio
Publius Sulpicius Saverrio est un homme politique de la République romaine, de la fin du IVe siècle av. J.-C. au début du IIIe siècle av. J.-C.

## Biographie
En 304 av. J.-C., il est consul avec Publius Sempronius Sophus, mais Tite-Live est muet sur son action durant son mandat. D'après les Fastes triomphaux, Saverrio est honoré d'un triomphe sur les Samnites, tandis que Sempronius célèbre aussi un triomphe sur les Èques. Ces indications de triomphe sont en contradiction avec le récit de Tite-Live, qui rapporte un simple parcours de l'armée de Sempronius dans le territoire samnite, sans aucun acte d'hostilité, et n'indique pas quel consul mena la guerre contre les Éques. Par ailleurs, les historiens ont repéré d'autres contradictions entre les Fastes triomphaux qui attribuent aux Sulpicii plusieurs triomphes au cours du IVe siècle av. J.-C. et l'annalistique qui est muette sur ces célébrations. Ceci suggère l'influence sur la rédaction des Fastes triomphaux d'une source favorable à la gens Servilia. Le triomphe de Sulpicius Saverrio sur les Samnites serait donc un faux historique.
En 299 av. J.-C., il est censeur avec Publius Sempronius Sophus. Ils créent deux nouvelles tribus.